# Schéma national des données sur l'eau
Le Schéma national des données sur l’eau ou SNDE est un schéma français qui cadre le système d'information sur l'eau (SIE).

Ce schéma a été produit par l'Office français de la biodiversité pour le compte du Ministère chargé de l'écologie et des Partenaires du SIE, en août 2010, abrogé en octobre 2018 et remplacé par un nouveau schéma. 
Il intègre notamment le réseau SANDRE (Service d’Administration National des Données et Référentiels sur l’Eau), lequel s'appuie sur un référentiel spécifique des données (spécifications, jeux de données et règles).
Des données sur la faune existent aussi, sur certaines espèces bioindicatrices notamment, ou sur les poissons migrateurs
(base de données STACOMI, reprenant les données des « stations de contrôle des migrateurs » et d’une partie de la base sur les pêches électriques ; il est prévu en 2011 de bancariser les données anciennes et de lier entre elles les bases contribuant à la banque migrateurs afin qu'elle puisse alimenter le tableau de bord national de suivi des populations migratrices de France métropolitaine, avec la difficulté qui est qu'on ne peut différencier les populations résultant de nombreux lâchers des populations plus « sauvages »).

## Contexte mondial et enjeux
La démographie mondiale et le développement des sociétés, des nouvelles pollutions et séquelles de pollution, la crise de la biodiversité et la crise climatique mettent les gestionnaires de l'environnement et des ressources naturelles face à une demande croissante d'eau potable, avec des enjeux tels que l'approvisionnement, l'assainissement et la santé environnementale pour tous et chacun. Dans ce contexte, un accès rapide et facile à des données sur l'eau structurées et fiables devient un enjeu crucial. 
Ces milliards de données proviennent de la météorologie et du monitoring de l'eau (généralement sous l'égide d'une Agence de l'eau en France). Ce sont des mesures qualitatives et quantitatives, ou des données provenant de modélisations, d'études et d'évaluation environnementale, d'études d'impacts, et d'études prospectives...). 

Souvent publiques, parfois géostratégiques, elles sont dispersée dans un système très fragmenté de gouvernance de la ressource, sous d'innombrables formats et sur de nombreuses plateformes pas toujours interopérables, dans des secteurs et des juridictions aux objectifs et aux standards de mise en forme variés. Et, selon la banque mondiale et le GFDRR en 2018, 66% des réseaux d'observation hydrometéorologiques des pays pauvres étaient en mauvais état ou en déclin.
Ceci rend difficile leur utilisation « au-delà de la finalité première pour laquelle elles ont été collectées », et selon Peter Colohan & Kyle Onda (2022) « les analystes et scientifiques passent plus de temps à rechercher, nettoyer et formater les données qu'à les analyser. En outre, les agences chargées de gérer l'eau publique se méfient parfois de l'ouverture, du partage et de la réutilisation de ces données, faute d'incitations, et en raison des coûts perçus et des risques pour la vie privée, la sécurité et la souveraineté ». Le partage des données hydrométéorologiques est perçu par les agences comme moins risqué pour la gestion et la réputation de l'eau, que les données sur la pollution industrielle, agricole, urbaine et domestique.
Pour P. Colohan et K. Onda (2022), l'acquisition et la gestion des données sur l'eau est un cas classique de gestion collective des communs (si l'on admet que l'eau est un bien public et un bien commun), où les avantages d'une bonne gestion des données sur l'eau profitent surtout aux utilisateurs secondaires, plutôt qu'aux producteurs de données eux-mêmes. Une infrastructure de données moderne permet de diminuer les coûts et risques, mais « un changement général des normes et des comportements dans les agences et services publics sera essentiel pour permettre la transformation technique nécessaire pour maximiser la puissance des données sur l'eau ».

### Vers une politique unifiée des données sur l'eau?
Aux États-Unis, WaterML est une norme technique de visualisation des données chronologiques sur l'eau. En Europe la directive cadre sur l'eau rationalise et facilite le partage des données. Des progrès réglementaire et techniques et divers projet (ex. : Water Data Exchange (WaDE) du Western States Water Council aux USA) facilitent l'accès interopérable aux données sur les usages et l'allocation de l'eau. 
L'administration Obama a soutenu l'open data (dont via l'« Open Water Data Initiative », qui a permis d'améliorer l'accès aux données sur l'eau des agences fédérales, et l'accès public à la recherche Politique de résultats, pour accroître l'accessibilité des publications et des données numériques produites par les bénéficiaires de financements fédéraux. Puis la Californie a adopté une législation en 2016 et le Nouveau-Mexique en 2019 respectivement, afin de fournir des incitations politiques pour améliorer l'ouverture, l'accès et l'utilisation des données sur l'eau.
En 2021, à échelle mondiale, l'Organisation météorologique mondiale (OMM), a lancé l'Initiative mondiale sur les données sur l'eau (données hydrométéorologiques), pour mesurer les progrès faits vers l'objectif de développement durable n°6 des Nations-Unies sur l'eau, et a mis en place « WMO HydroHub » qui est un Mécanisme mondial d'appui à l'hydrométrie (ou Global Hydrometry Support Facility), un portefeuille d'expertise des Membres de l'OMM - de l'Open science à la technologie (logiciels libres y compris) en passant par les services - pour aider les utilisateurs finaux des données et services hydrométéorologiques. La base de données hydrométéorologiques devrait ainsi être accrue, afin d'aider les 193 États et territoires membres de l'OMM de l'OMM à mieux, collectivement et individuellement, gérer et partager l'eau.

En 2021, l'OMM a approuvé une nouvelle politique unifiée de partage international de données météorologiques, climatiques et du système terrestre (hydrologie incluse). Le partage se fera via les centres de données dont notamment le Réseau terrestre mondial pour l'hydrologie, le Centre mondial de données sur le ruissellement (jaugeage des cours d'eau), GEMStat (échantillons de la qualité mondiale de l'eau) et bien d'autres.
Le Groupe intergouvernemental sur l'observation de la Terre (GEO, hébergé par l'OMM), a créé le projet GEO Global Water Sustainability, visant à mobiliser des ressources (de la Banque mondiale notamment) pour pousser des projets internationaux de partage et d'intégration des données sur l'eau en Amérique latine, dans le bassin du Congo et ailleurs.

## France: Contenu du Schéma national des données sur l'eau
Ce schéma fixe les objectifs, le périmètre, les modalités de gouvernance du SIE. 
Il en décrit les dispositifs techniques (de recueil, conservation et diffusion des données et des indicateurs) ; 

Il explique comment mettre en œuvre ces dispositifs et comment ont été élaborés les méthodes et le référentiel des données et des services du SIE.

Il explique les liens entre SIE et d'autres systèmes d’information constitués par les administrations publiques.

## Cadre juridique
L'arrêté de création a été signé par les ministres chargés de l’environnement, de l'agriculture, des collectivités territoriales, de l'outre-mer et de la santé.
La mise en œuvre du schéma est placée sous l'autorité de l'État. La direction de l'eau et de la biodiversité du ministère chargé de l'écologie assure la coordination interministérielle.
L'Office français de la biodiversité exerce la coordination technique du système d'information sur l'eau, les milieux aquatiques et les services publics d'eau et d'assainissement.
L'État et l'Office français de la biodiversité ont mis en place une gouvernance partenariale qui repose sur trois instances : une instance consultative (le comité permanent des usagers du SIE) ; une instance de décision (le comité stratégique) et des instances techniques (le comité de coordination technique et ses groupes spécialisés).